# Арман Фалер
Клеман Арман Фалер (фр. Clément Armand Fallières; Мезин, 6. новембар 1841 — Лан, 22. јун 1931) је био француски политичар и председник Француске од 1906. године до 1913. године.
Рођен је у Мезину у департману Лот и Гарона, Француска. Студирао је право и радио адвокат у Нераку, започевши политичку каријеру као општински одборник (1868), а касније градоначелник (1871), и одборник у скупштини департмана Лот и Гарона (1871). Био је жестоки републиканац, па је изгубио позицију у мају 1873. године, након пада Тјера, али је у фебруару 1876. изабран за одборника у Нераку. У скупштини је био као републикански левичар, потписао је протест од 18. маја 1877. године, и био реизабран пет месеци касније.
Он је 1880. године постао државни подсекретар у министарству унутрашњих послова под министром Жилом Феријем (мај 1880. до новембра 1881). Од 7. августа 1882. године до 20. фебруара 1883. године је био министар унутрашњих послова, а током месец дана (од 29. јануара 1883) је био и премијер. Његова влада је морала да се суочи са питањем протеривања претендената на француски трон у вези са прокламацијом Жерома Наполеона Бонапарте из јануара 1883. године. Фалер није био у стању да се суочи са притисцима опозиције, и дао је оставку кад је Сенат одбацио његов пројекат. Наредног новембра га је Жил Фери поставио за министра јавног образовања, и спровео је разне реформе у школском систему.
Дао је оставку у марту 1885. године. Две године касније је постао министар унутрашњих послова у влади Мориса Рувијеа. Затим је променио ресор и постао министар правде. На позицију министра унутрашњих послова се вратио у фебруару 1889. године, а коначно поново био на челу министарства правде од марта 1890. године до фебруара 1892. године. У јуну 1890. године је са 417 гласова за и 23 гласа против изабран у сенат као представник свог департмана (Лот и Гарона). У сенату се није мешао у међупартијске размирице, али је задржавао свој утицај међу републиканцима.
У марту 1899. године је изабран за председника сената, и задржао је ту позицију до јануара 1906. године, када је изабран од стране савеза левичарских група из оба дома као кандидат за председника републике. Изборе је добио у првом кругу са 499 гласова против 371 гласа за његовог противника Пола Думера. Фалер је био жестоки противник смртне казне и помиловао је многе затворенике осуђене на смрт.